# Berliner Dom (1536–1747)
Der ehemalige Berliner Dom war von 1536 bis 1747 die erste Domkirche Berlins. Sie befand sich am nördlichen Rande der alten Kölln’schen Bebauung bzw. südlichwestlich des Berliner Schlosses, wo nebenan eine Turnieranlage, die Stechbahn existierte. Projiziert in die gegenwärtige Stadtlage stand die Kirche auf dem südlichen Teil des Schloßplatzes, etwa zwischen dem späteren von der DDR errichteten Staatsratsgebäude (heute: Management-Schule ESMT) und dem von der Hochschule für Musik „Hanns Eisler“ genutzten Gebäude des Marstalls.
Der Nachfolgebau der Domkirche entstand von 1747 bis 1750, aber nicht am ursprünglichen Ort, sondern ungefähr 300 Meter weiter nördlich des Schlosses am Spreeufer des Lustgartens. Ihn löste der jetzige von 1894 bis 1905 errichtete Berliner Dom ab.

## Von der Erasmus-Kapelle zur Domkirche

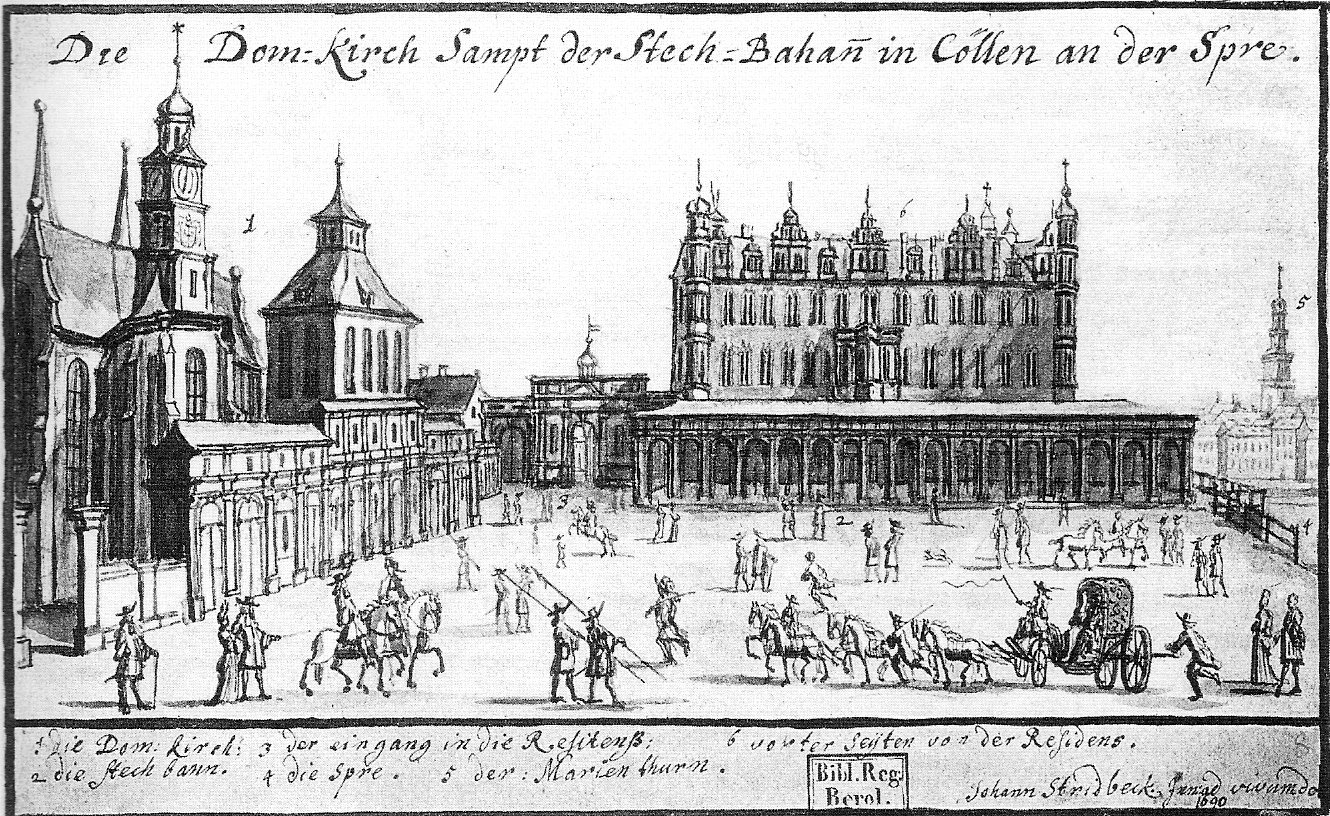
Blick von Süden auf den Berliner Schloßplatz um 1690: Links ist der Ostchor der Domkirche mit dem danebenstehenden Glockenturm zu sehen, in der Mitte das kurfürstliche Renaissance-Schloss.
Grafik von Johann Stridbeck dem Jüngeren.

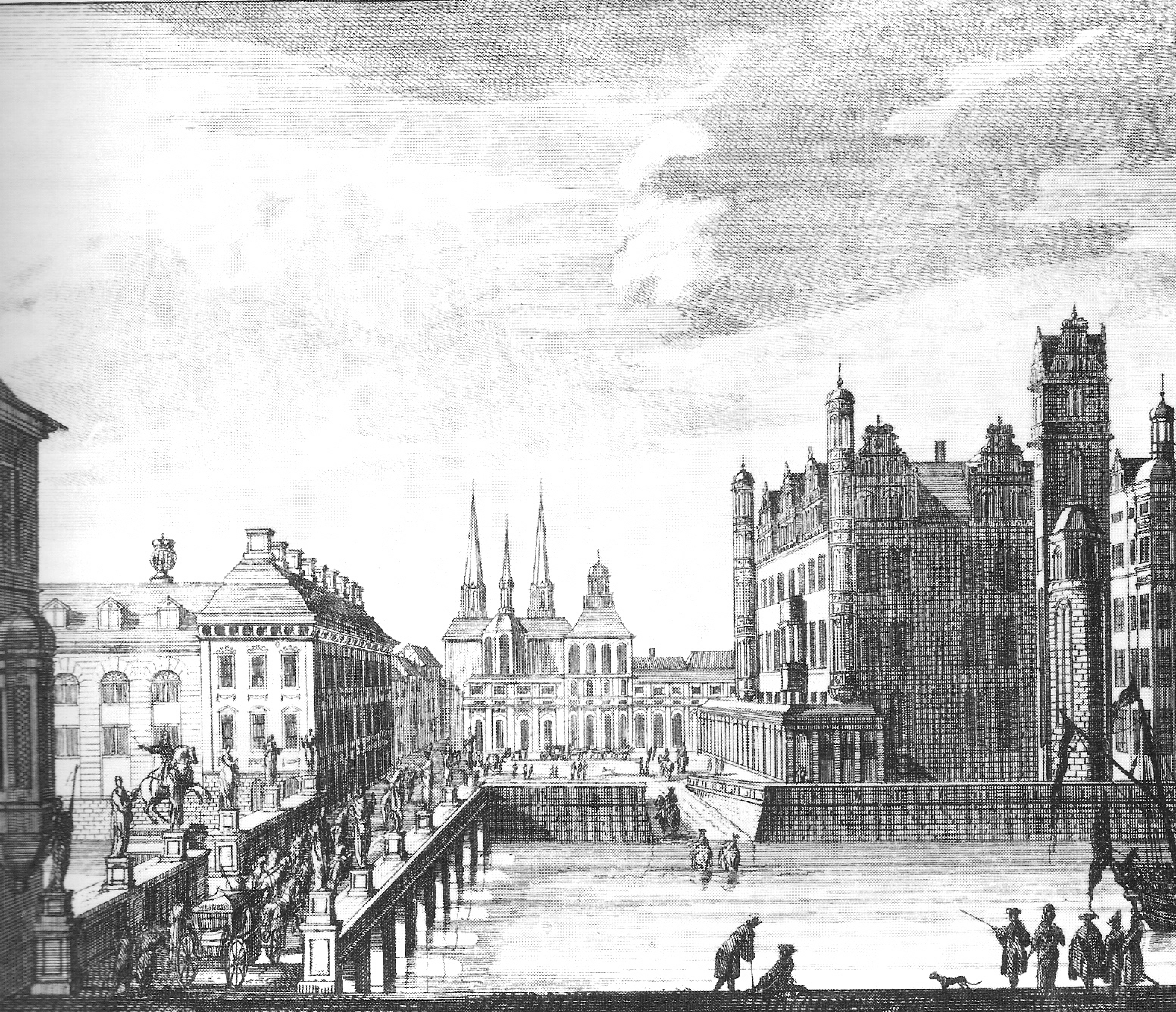
Ansicht des Berliner Schloßplatzes, gesehen von Osten, mit der Domkirche (Mitte), der Langen Brücke (links) und dem Renaissance-Schloss (rechts).
Stich von Peter Schenk dem Älteren, um 1700.

Die Geschichte eines Doms auf der Spreeinsel in Alt-Kölln reicht bis ins 15. Jahrhundert zurück.

### Dominikanerkloster Kölln
Seit der zweiten Hälfte des 13. Jahrhunderts gab es ein Dominikanerkloster in Kölln. Den Regeln ihres Ordens entsprechend errichteten die Mönche auf der Spreeinsel Kölln ein turmloses Gotteshaus und Klostergebäude, ohne architektonischen Prunk aus Backstein (1345 zuerst urkundlich erwähnt).

### Erasmuskapelle im Schloss
Im Jahr 1443 erbaute in unmittelbarer Nachbarschaft zu diesem Komplex der brandenburgische Kurfürst Friedrich II. (Eisenzahn) das Berliner Schloss als seine neue Residenz.
In diesem gerade fertiggestellten kurfürstlichen Schloss wurde um 1450 auch eine Kapelle eingerichtet und dem heiligen Erasmus († 303 n. Chr.) geweiht. Die Erasmus-Kapelle diente dem Gottesdienst der kurfürstlichen Familie und der Hofbediensteten.
Sie wurde 1465 von Papst Paul II. zum Kollegiatstift erhoben. Diese im Inneren des kurfürstlichen Schlosses befindliche Kapelle (deren Räume noch bis zur Zerstörung des Stadtschlosses im Zweiten Weltkrieg bestanden) konnte jedoch auf Dauer den wachsenden Ansprüchen der brandenburgischen Kurfürsten auf öffentliche Repräsentation nicht genügen.

### Domkirche im Domstift
Nachdem Kurfürst Joachim II. im Jahr 1535 sein Amt angetreten hatte, übernahm er deshalb mit Erlaubnis des Papstes Paul III. die benachbarte, unmittelbar südlich des Schlosses gelegene Kirche des Berliner Dominikanerklosters und machte sie zu einem Domstift, das er reich ausstattete. Die Dominikaner wurden ins Kloster St. Pauli nach Brandenburg an der Havel umgesiedelt. Die neue Domkirche wurde 1536 feierlich eingeweiht.
Im Jahr 1539 trat Joachim II. zum lutherischen Glauben über: Das Domstift wurde etwa seit den 1550er Jahren evangelisch. Die an der Domkirche tätigen Geistlichen führten das Prädikat Hofprediger sowie bis 1608 Stiftsdekan und wurden vom Kurfürsten allein ernannt. Der erste Hofprediger war Johann Agricola aus Eisleben. 1608 wurde das Domkapitel aufgelöst, der Dom wurde zur obersten Pfarrkirche der Berliner Schwesterstadt Kölln und erhielt den neuen Namen Zur Heiligen Dreifaltigkeit.
Kurfürst Johann Sigismund trat 1613 zum reformierten Glauben über, dessen Anhänger fortan die Hofkirche allein nutzen durften. Der Hofprediger Simon Gedik, der sich derb gegen diese Umwandlung eines lutherischen Domstifts in eine reformierte Kirche aussprach, wurde vom Kurfürsten entlassen. Eine „Säuberung“ des Doms nach calvinistischen Kriterien führte 1615 zum Berliner Tumult.

## Repräsentativer Ausbau der Domkirche
Die mittelalterliche dreischiffige Backsteinkirche der Dominikaner im gotischen Stil, die wahrscheinlich schon im 13. Jahrhundert bestand, wurde von den brandenburgischen Kurfürsten nach und nach zu einer repräsentativen Domkirche ausgebaut und reich ausgeschmückt. Der bisher zierdelosen Kirche der Dominikaner setzte um 1540 wahrscheinlich Caspar Theiss an ihrer Westseite zwei markante Türme vor. Unter Kurfürst Johann Georg verband die Domkirche und den von Theiss errichteten Joachimsbau des Schlosses an der Stechbahn, dem späteren Schlossplatz, ein auf zwei gemauerten Pfeilern ruhender verbretterter Gang in erstaunlicher Höhe.

### Glockenturm
Da die zwei Türme in Fachwerk ausgeführt waren, konnten sie keine Glocken tragen, weshalb ein an der Ostseite der Kirche vorhandener freistehender älterer Turm zum Glockenturm des Domes umgebaut und mit einem Geläut ausgestattet wurde. Die dafür benötigten zehn Glocken wurden auf Anforderung durch den Kurfürsten von Nachbargemeinden Berlins zur Verfügung gestellt. Dies waren unter anderem die Wilsnacker und Bernauer Glocke. Letztere wurde 1705 von Johann Jacobi für die Marienkirche Bernau umgegossen und hatte den Schlagton g. Zwei der Glocken wurden nach der Abtragung des Turmes im 17. Jahrhundert in den oben erwähnten wieder errichteten Westtürmen verwendet.
Wie alte Abbildungen des Gebäudes zeigen, erfuhr die Berliner Domkirche im Laufe der Jahre, insbesondere an den Türmen, verschiedene Umbauten. So wurden beispielsweise die zwei Westtürme Mitte des 17. Jahrhunderts beseitigt und 1717 erneut erbaut.

### Innenausbau
Im Inneren der Kirche wurden fürstliche Begräbnisstätten angelegt. Hierfür wurden Mitte der 1550er Jahre die Gebeine mehrerer Kurfürsten aus dem Kloster Lehnin, wo sie bisher geruht hatten, nach Berlin überführt und in der Domkirche neu bestattet. 1705 fanden in der Domkirche die Beerdigungfeierlichkeiten für die verstorbene Königin Sophie Charlotte statt. Aus diesem Anlass wurden das westliche Hauptportal der Domkirche sowie das Innere des Gotteshauses dem Anlass entsprechend feierlich dekoriert.

## Abriss 1747
Spätestens seit 1667 erfolgte eine Reihe von Instandsetzungen. Der Glockenturm wurde 1716 ganz abgerissen. König Friedrich der Große verfügte wegen Baufälligkeit im Jahr 1747 den endgültigen Abriss der aus Backsteinen errichteten Domkirche. Gleichzeitig ließ er einen Neubau des Doms nördlich des Schlosses an der Spreeseite des Lustgartens errichten, an dem heutigen Standort. 1749 wurden die meisten der kurfürstlichen und königlichen Särge in den Neubau umgebettet. Architekten dieses am 6. September 1750 geweihten neuen Doms waren der aus den Niederlanden stammende Johann Boumann d. Ä., der eine sehr nüchterne Konzeption des Barocks vertrat, sowie Georg Wenzeslaus von Knobelsdorff.

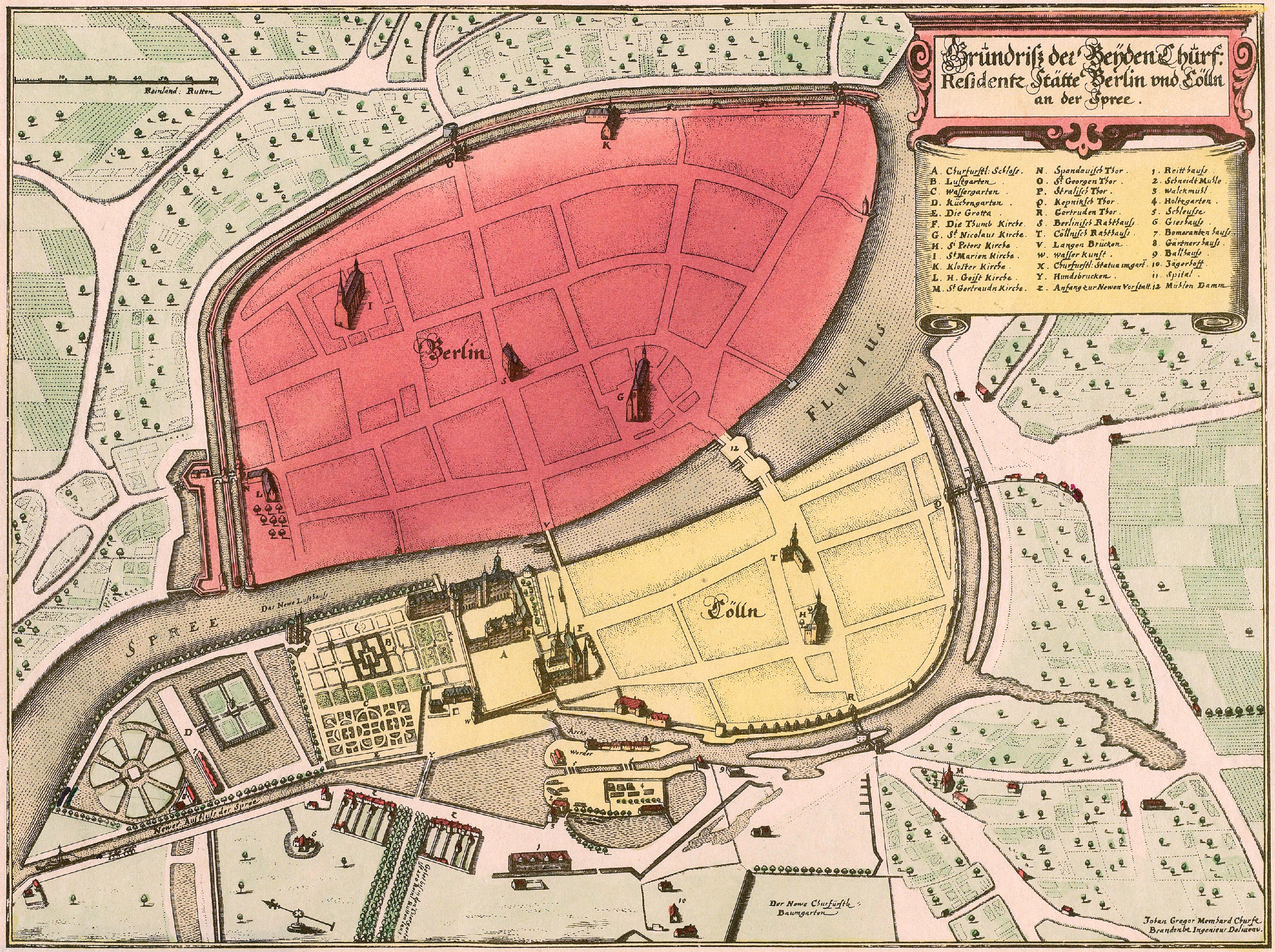
Der Stadtplan der Doppelstadt Berlin-Kölln von Johann Gregor Memhardt (Norden am linken Kartenrand) zeigt die Lage der älteren Domkirche (F) südlich des Schlossbereiches (A).
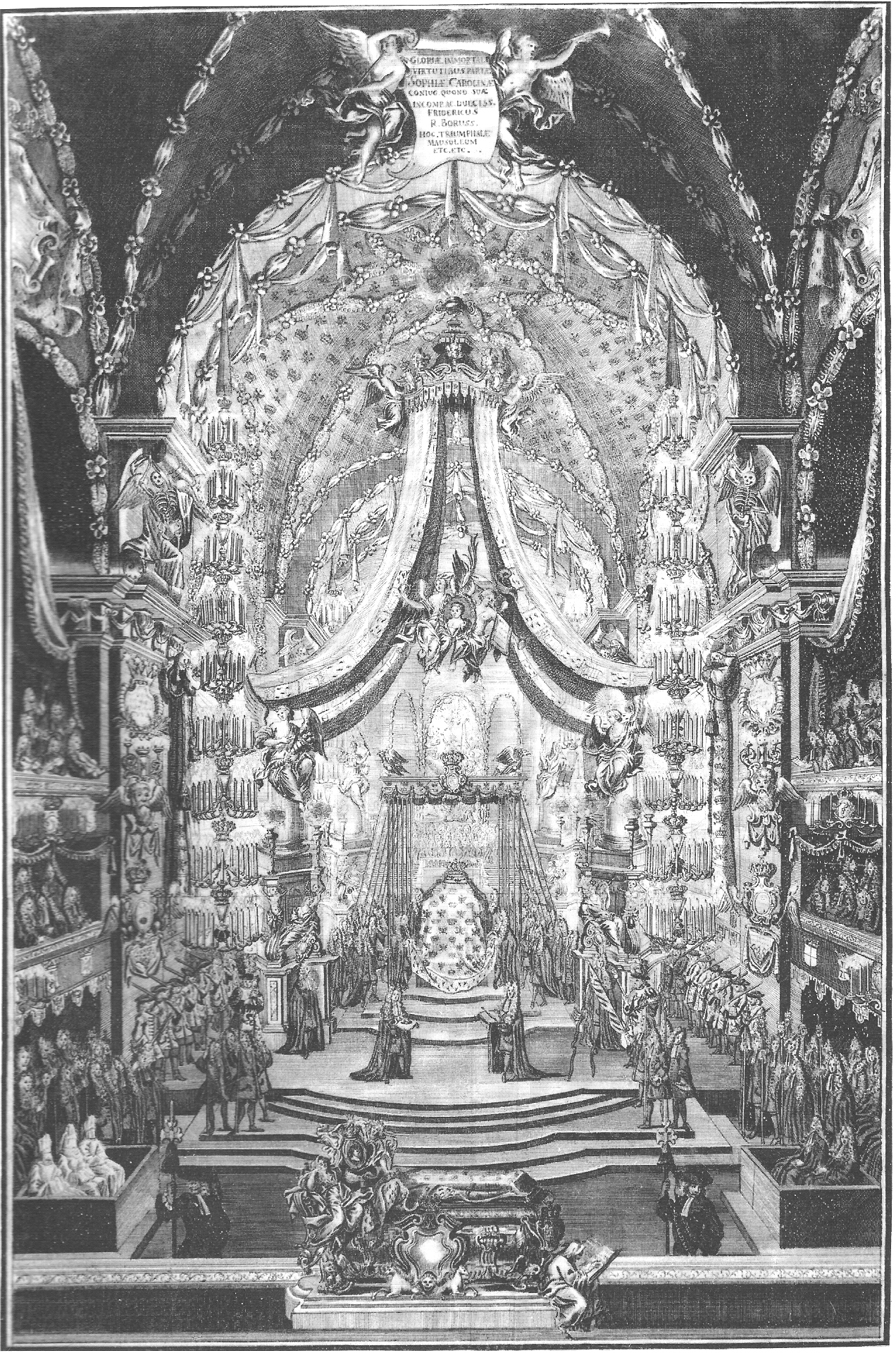
Innenansicht des älteren Berliner Doms anlässlich des Beisetzungszeremoniells für Königin Sophie Charlotte, 1705. Stich von G. P. Busch nach einem Entwurf von Eosander von Göthe.
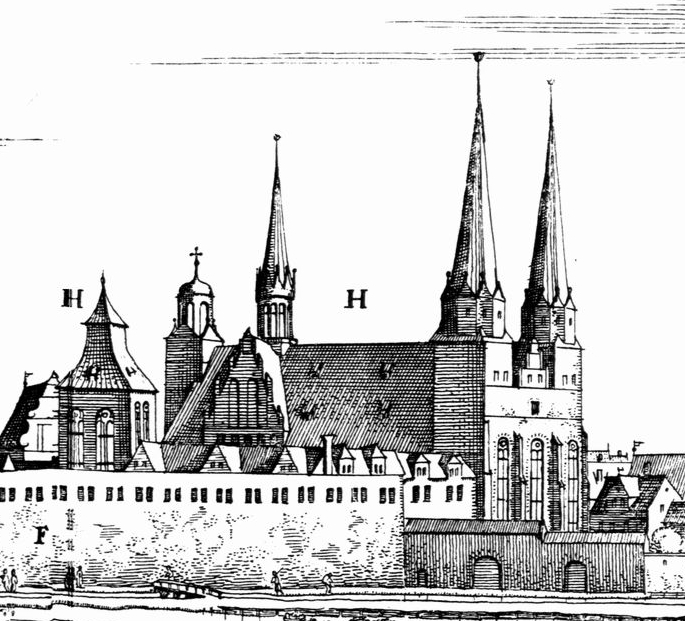
Die ältere Berliner Domkirche auf einem Merian-Stich von 1652, von Nordwesten gesehen
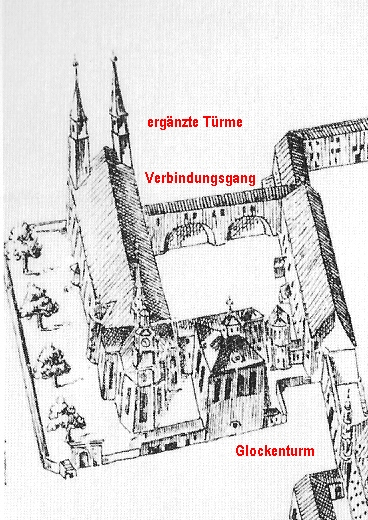
Die Berliner Domkirche wurde von den brandenburgischen Kurfürsten ausgebaut. Randbild zum Stadtplan von La Vigne, 1685.